# Черрето-д’Эзи
Черрето-д’Эзи (итал. Cerreto d'Esi) — коммуна в Италии, располагается в регионе Марке, в провинции Анкона.
Население составляет 3720 человек (2008), плотность населения составляет 222 чел./км². Занимает площадь 17 км². Почтовый индекс — 60043. Телефонный код — 0732.
В коммуне 15 августа особо празднуется Успение Пресвятой Богородицы. Также особое празднование бывает во вторник Светлой седмицы.

## Демография
Динамика населения:

## Администрация коммуны
- Официальный сайт: https://web.archive.org/web/20091129075749/http://www.cerretodesi.pannet.it/Engine/RAServePG.aspx